# Matti Raivio
Matti Raivio (ur. 22 lutego 1893 w Pihlajavesi, zm. 25 maja 1957 tamże) – fiński biegacz narciarski, dwukrotny złoty medalista mistrzostw świata.

## Kariera
Uczestniczył w zawodach w latach 20. XX wieku. Jego olimpijskim debiutem były igrzyska w Chamonix w 1924 roku, gdzie zajął siódme miejsce w biegach na 18 i 50 km techniką klasyczną. Cztery lata później, podczas igrzysk olimpijskich w Sankt Moritz wystartował w biegu na 50 km, jednakże nie zdołał go ukończyć.
W 1926 roku wystartował na mistrzostwach świata w Lahti zdobywając złote medale w biegach na 30 i 50 km. Tym samym został pierwszym w historii fińskim medalistą mistrzostw świata w narciarstwie klasycznym.

## Osiągnięcia

### Igrzyska olimpijskie
| Miejsce | Dzień       | Rok  | Miejscowość  | Konkurencja             | Wynik       | Strata      | Zwycięzca        |
| ------- | ----------- | ---- | ------------ | ----------------------- | ----------- | ----------- | ---------------- |
| 7.      | 30 stycznia | 1924 | Chamonix     | 50 km stylem klasycznym | 3:44:32 h   | +22:18 min  | Thorleif Haug    |
| 7.      | 2 lutego    | 1924 | Chamonix     | 18 km stylem klasycznym | 1:14:31.4 h | +4:39.0 min | Thorleif Haug    |
| DNF     | 14 lutego   | 1928 | Sankt Moritz | 50 km stylem klasycznym | 4:52:03 h   | -           | Per-Erik Hedlund |

### Mistrzostwa świata
| Miejsce | Dzień    | Rok  | Miejscowość | Konkurencja             | Czas biegu | Strata | Zwycięzca |
| ------- | -------- | ---- | ----------- | ----------------------- | ---------- | ------ | --------- |
| 1.      | 4 lutego | 1926 | Lahti       | 30 km stylem klasycznym | 2:20.55 h  | -      | -         |
| 1.      | 6 lutego | 1926 | Lahti       | 50 km stylem klasycznym | 4:18.18 h  | -      | -         |